# Casey Shaw
Pour les articles homonymes, voir Shaw.
Joseph Casey Shaw, né le 20 juillet 1975 à Lebanon dans l'Ohio, est un ancien joueur américain de basket-ball. Il évoluait au poste de pivot.